# Diana: gudinnan som jagar ensam
Diana: gudinnan som jagar ensam är en roman av den mexikanske författaren Carlos Fuentes utgiven 1994.
I romanen reflekterar Fuentes över skådespelaren Diana Sorens liv och död och hennes förhållande med en känd författare. Historien har verklighetsbakgrund i Fuentes relation med skådespelaren Jean Seberg under en filminspelning 1969. Det utvecklar sig till en berättelse där författaren riktar anklagelser mot sig själv och sina tillkortakommanden, men också mot den nordamerikanska dubbelmoralen.